# Pithecia monachus
La pitecia monaco (Pithecia monachus E. Géoffroy, 1812) è un primate Platirrino della famiglia dei Pitecidi.

## Distribuzione
Con tre sottospecie (Pithecia monachus milleri, Pithecia monachus monachus, Pithecia monachus napensis), questi animali vivono nella foresta pluviale ad est delle Ande, nella zona compresa fra Colombia meridionale, Ecuador e Perù orientali e Brasile occidentale. Colonizzano gli alberi più alti nelle zone scarsamente disturbate dall'attività umana.

## Descrizione

### Dimensioni
Misura poco più di un metro di lunghezza, di cui la metà spetta alla coda, per un peso di 3 kg.

### Aspetto
Il pelo, lungo e setoloso, è bruno-nerastro con peli brizzolati su fronte e lati del cranio: la faccia è nuda e brunastra, con narici piatte e poste lateralmente e grandi occhi trasognati, che nel complesso danno all'animale un aspetto vagamente vaccino. La coda, lunga quanto il corpo, non è prensile e ricoperta di pelo. Le mani sono generalmente di colore più chiaro rispetto al resto del corpo e presentano un'unghia appiattita per ciascun dito.

## Biologia
Si tratta di animali diurni ed arboricoli, estremamente timidi: vivono in gruppetti familiari formati da una coppia riproduttrice coi propri cuccioli di varie età, per un totale di 2-5 esemplari per gruppo. Ciascun gruppo difende un proprio territorio, di estensione pari a circa cinquanta ettari, tuttavia vari gruppi sono soliti dormire assieme di notte sullo stesso albero.

### Alimentazione
Si tratta di animali frugivori: in particolare, prediligono i frutti ancora acerbi. Questa dieta peculiare minimizza la competizione della specie con altri animali frugivori, i quali generalmente prediligono frutti ben maturi.

Per avere ragione della scorza coriacea dei frutti di cui si nutrono, questi animali hanno sviluppato una serie di adattamenti: canini ed incisivi lunghi e sporgenti in avanti, molari a quattro cuspidi, denti saldamente incassati nella sede ossea e fortissimi muscoli mandibolari.

In caso di scarsità di cibo, questi animali integrano la propria dieta con foglie, fiori ed invertebrati: sono stati inoltre osservati mentre si nutrivano di pipistrelli.

### Riproduzione
L'estro dura circa 18 giorni: la gestazione dura fino a 6 mesi, al termine dei quali nasce un unico cucciolo, il quale si aggrappa al ventre materno per le prime settimane di vita, spostandosi poi sul dorso una volta divenuto più indipendente.

Questi animali formano coppie rigorosamente monogame, che durano fino alla morte di uno dei componenti.